# Halimolobos jaegeri
Halimolobos jaegeri là một loài thực vật có hoa trong họ Cải. Loài này được (Munz) Rollins mô tả khoa học đầu tiên năm 1993.